# 天主教查爾科鎮教區
天主教查爾科鎮教區（拉丁語：Dioecesis Vallis Chalcensis）是墨西哥一個羅馬天主教教區，屬特拉爾內潘特拉總教區。
教區成立於2003年7月8日，位於墨西哥州東南部。2010年有教友2,302,000人（佔轄區總人口88.1%）、五十六個堂區、八十一名司鐸。現任教區主教為維克多·勒內·羅德里格斯·戈梅斯。